# Burrínids
Els burrínids (Burhinidae) són una família d'ocells camallargs de l'ordre dels caradriformes. N'és un representant als Països Catalans el torlit.

## Morfologia
- Dimensions mitjanes (entre 32 i 59 cm).
- Potes llargues.
- Plomatge amb colors críptics.
- Ales llargues.
- Bec generalment curt.

## Alimentació
Mengen fonamentalment insectes i d'altres invertebrats. Les espècies més grosses també inclouen llangardaixos i petits mamífers en llur dieta.

## Hàbitat
Són principalment tropicals i els agraden les regions obertes i àrides, tot i que n'hi ha una espècie estrictament costanera.

## Distribució geogràfica
A tota la Terra, tret de l'Antàrtida.

## Costums
Principalment són nocturns i moltes espècies són sedentàries, tret del torlit (estiuenc a l'Europa de clima temperat i hivernant a Àfrica).

## Taxonomia
| Imatge                | Nom comú                    | Nom binomial                                      |
| --------------------- | --------------------------- | ------------------------------------------------- |
| Torlit                | Torlit comú                 | Burhinus oedicnemus                               |
|                       | Torlit de l'Índia           | Burhinus indicus                                  |
|                       | Torlit del Senegal          | Burhinus senegalensis                             |
| Burhinus vermiculatus | Torlit d'aigua              | Burhinus vermiculatus                             |
| Burhinus capensis     | Torlit pigallat             | Burhinus capensis                                 |
| Burhinus bistriatus   | Torlit de Veneçuela         | Burhinus bistriatus                               |
|                       | torlit del Perú             | Burhinus superciliaris                            |
| Burhinus grallarius   | Torlit australià            | Burhinus grallarius (abans Burhinus magnirostris) |
|                       | Torlit becgròs de l'Índia   | Esacus recurvirostris                             |
| Esacus giganteus      | Torlit becgròs dels esculls | Esacus giganteus (abans Esacus magnirostris)      |